# Booglijnuil
De booglijnuil (Colobochyla salicalis) is een nachtvlinder uit de familie van de spinneruilen (Erebidae). 

## Uiterlijk
De voorvleugellengte bedraagt tussen de 13 en 15 millimeter. De basiskleur van de voorvleugel is lichtgrijs met donkere spikkeling en drie opvallende bruinrode dwarslijnen afgezet door een niet bespikkelde lijn ernaast. De achtervleugel is lichter van kleur.

## Levenscyclus
De booglijnuil heeft wilg en ratelpopulier als waardplanten. De rups is te vinden van juni tot augustus. De soort overwintert als pop. De soort vliegt in een jaarlijkse generatie van halverwege mei tot en met juli.

## Voorkomen in Nederland en België
De soort komt verspreid over een groot deel van Europa voor. De booglijnuil is in België een zeldzame en in Nederland een zeer zeldzame soort. In België was de soort voorheen een vrij algemene soort in het zuiden. Ook in Nederland neemt het aantal waarnemingen af. 